# Grace Jelagat Kipchoim
Grace Jelagat Kimoi Kipchoim (3 de janeiro de 1962 - 20 de abril de 2018) foi uma representante do Quénia na Assembleia Nacional do Quénia pelo círculo eleitoral de Baringo Sul. Ela era um membro da coligação da Aliança Jubileu e membro do Partido Republicano Unido (URP). Ela ganhou a cadeira legislativa enquanto estava doente e fez poucas campanhas móveis em comparação com o seu principal adversário, Charles Kamuren (KANU), que obteve 8.905 votos contra 9.299 votos. No início de 2018, rumores nas redes sociais afirmavam que ela havia morrido, mas ela reapareceu para se defender e disse que os boatos estavam a ser lançados pelos seus detratores para manchar o seu nome. No entanto, em 20 de abril de 2018, ela morreu de cancro durante o tratamento no Hospital de Nairobi.